# Comedy Central Sverige
Comedy Central Sverige var en svensk TV-kanal som ägs av MTV Networks Europe.

## Historik
Från och med den 1 januari 2009 började kanalen att sända i Sverige över Com hem och det digitala marknätet, detta efter att Radio- och tv-verket givit tillstånd för kanalen att sända i Sverige mellan 1 januari 2009 och 31 mars 2014. I Sverige sänder man främst via olika digitala plattformar med tiderna 19.00 - 03.00. Comedy Central kommer att dela kanalutrymme med Nickelodeon som även fortsättningsvis kommer att sända 05.00 - 19.00. Hos Boxer finns kanalen på kanalplats 16 medan Com hem har givit Comedy Central kanalplats 62.
Tittarsiffrorna för MTV:s humorkanal Comedy Central (fram till sista juni 2009) visar att kanalen hade sin toppnotering sista veckan i juni med en tittarandel på 0,7 i sin primära målgrupp, 20-44 år. Målet för 2009 är satt till en tittarandel på 1-2 procent. MTV Networks svenska VD, Lars Mossing,  hade hoppats att Comedy Central skulle komma upp i nivå med Kanal 9 men har fått se sig omsprugna. De program som går starkast på svenska Comedy Central är Stand Up Saturday, Sex and the city och Californication. Toppnoteringen hittills (till juli 2009) har Stand Up Saturday med 30 000 tittare.
Den 1 november 2013 utökades sändningstiden och Comedy Central började sända dygnet runt.
Den 15 januari 2019 bytte kanalen namn till Paramount Network som fick ett bredare innehåll.

### Fotnoter
1. ↑  Besluit van het Commissariaat voor de Media inzake het verzoek van VIMN Netherlands B.V.  voor toestemming als bedoeld in artikel 3.1, eerste lid, van de Mediawet 2008. (på nederländska), Commissariaat voor de Media, 30 juli 2013, läs online.[källa från Wikidata]
2. ↑  ”Comedy Central Sverige”. Facebook (kräver ej registrering-inloggning). https://sv-se.facebook.com/cc.se. Läst 23 juli 2015.[död länk]
3. ↑  Comedy Central till Sverige
4. ↑  24-timmarssändningarna en dundersuccé för Comedy Central, Comedy Central, 19 februari 2014
5. ↑  Viacom lanserar underhållningskanalen Paramount Network i Sverige, Viacom International Media Networks Nordics, 27 september 2018
6. ↑  Paramount Network ersätter Comedy Central Arkiverad 25 december 2018 hämtat från the Wayback Machine., Viasat Kundservice, 30 november 2018